# Кубок СССР по футболу 1948
9-й розыгрыш Кубка СССР по футболу состоялся в сентябре-октябре 1948 года. Свой второй Кубок получил московский ЦДКА, обыграв в финале предыдущего обладателя Кубка московский «Спартак».
В кубке СССР 1948 года принимали участие 14 команд первой группы и 6 команд-победительниц зон из соревнований второй группы. Все игры состоялись в Москве.

## 1/16 финала
| Дата       | Команда 1          | Счёт     | Команда 2                 |
| ---------- | ------------------ | -------- | ------------------------- |
| 25.09.1948 | Динамо (Киев)      | 2:1 д.в. | Динамо (Ереван)           |
| 26.09.1948 | Зенит (Ленинград)  | 0:0 д.в. | Динамо (Казань)           |
| 27.09.1948 | Зенит (Ленинград)  | 4:1      | Динамо (Казань)           |
| 27.09.1948 | Динамо (Ленинград) | 2:1      | Крылья Советов (Куйбышев) |
| 27.09.1948 | Торпедо (Москва)   | 5:1      | Торпедо (Сталинград)      |

## 1/8 финала
| Дата       | Команда 1               | Счёт | Команда 2             |
| ---------- | ----------------------- | ---- | --------------------- |
| 28.09.1948 | Крылья Советов (Москва) | 0:1  | Локомотив (Харьков)   |
| 29.09.1948 | Динамо (Москва)         | 3:0  | ДО (Ташкент)          |
| 30.09.1948 | ЦДКА (Москва)           | 3:0  | Динамо (Минск)        |
| 01.10.1948 | Торпедо (Москва)        | 3:1  | Зенит (Ленинград)     |
| 02.10.1948 | Спартак (Москва)        | 3:0  | Дзержинец (Челябинск) |
| 02.10.1948 | Динамо (Киев)           | 2:1  | Динамо (Ленинград)    |
| 03.10.1948 | ВВС (Москва)            | 2:1  | Металлург (Москва)    |
| 03.10.1948 | Локомотив (Москва)      | 0:1  | Динамо (Тбилиси)      |

## 1/4 финала
| Дата       | Команда 1        | Счёт | Команда 2           |
| ---------- | ---------------- | ---- | ------------------- |
| 04.10.1948 | Динамо (Москва)  | 7:1  | Локомотив (Харьков) |
| 05.10.1948 | ЦДКА (Москва)    | 4:2  | Торпедо (Москва)    |
| 12.10.1948 | ЦДКА (Москва)    | 3:1  | Торпедо (Москва)    |
| 07.10.1948 | Спартак (Москва) | 1:0  | Динамо (Киев)       |
| 08.10.1948 | ВВС (Москва)     | 1:2  | Динамо (Тбилиси)    |

## 1/2 финала
| 15 октября 1948 | \| Динамо (Тбилиси) \| 0:1 (0:1) \| Спартак (Москва) \| \| \| Голы \| Конов 14′ (пен.) \| | Стадион: Динамо, Москва Зрителей: 60 000 Судья: В. Моргунов (Москва) |
| Динамо: Маргания, Кикнадзе, Дзяпшипа, Сарджвеладзе, Челидзе (предупреждение, 5'), Гагуа (к), Антадзе, Махарадзе, Зазроев (Гогоберидзе, 46), Панюков, Тодрия Старший тренер: Михаил Бердзенишвили Спартак: Леонтьев, Кулешов, Сеглин, Вас. Соколов (к), Тимаков, Рязанцев, Конов, Парамонов, Чучелов, Дементьев (удаление, 75'), Сальников Старший тренер: Константин Квашнин |                                                                                           |                                                                      |
| Динамо (Тбилиси) | 0:1 (0:1)                                                                                 | Спартак (Москва)                                                     |
| | Голы                                                                                      | Конов 14′ (пен.)                                                     |

Команда «Динамо» Тбилиси опротестовала результат матча, ссылаясь на необъективное судейство, в частности, на отмену забитого мяча на последних минутах. Всесоюзный Комитет отклонил протест как необоснованный.
| 17 октября 1948 | \| ЦДКА \| 0:0 (0:0, 0:0, д. в.) \| Динамо (Москва) \| | Стадион: Динамо, Москва Зрителей: 75 000 Судья: Э. Саар (Таллин) |
| ЦДКА: Никаноров, Чистохвалов, Кочетков, Нырков, Водягин, Вяч. Соловьёв, Гринин (к) (Башашкин, 71), Николаев, Федотов, Бобров, Дёмин Главный тренер: Борис Аркадьев Динамо: Хомич, Петров, Семичастный (к), Радикорский, Блинков (Терешков, 96), Л. Соловьев, Трофимов, Савдунин, Бесков, Малявкин, С. Соловьев Главный тренер: Михаил Якушин |                                                        |                                                                  |
| ЦДКА | 0:0 (0:0, 0:0, д. в.)                                  | Динамо (Москва)                                                  |

| 18 октября 1948 | \| ЦДКА \| 1:0 (1:0) \| Динамо (Москва) \| \| Дёмин 40′ (пен.) \| Голы \| \| | Стадион: Динамо, Москва Зрителей: 40 000 Судья: Э. Саар (Таллин) |
| ЦДКА: Никаноров, Чистохвалов, Кочетков, Нырков, Водягин, Башашкин, Вяч. Соловьёв, Николаев, Федотов (к), Бобров, Дёмин Главный тренер: Борис Аркадьев Динамо: Хомич, Петров, Семичастный, Станкевич, Блинков, Л. Соловьев (к), Трофимов, Савдунин, Бесков, Малявкин, С. Соловьев Главный тренер: Михаил Якушин |                                                                              |                                                                  |
| ЦДКА | 1:0 (1:0)                                                                    | Динамо (Москва)                                                  |
| Дёмин 40′ (пен.) | Голы                                                                         |                                                                  |

## Финал
| 24 октября 1948 | \| ЦДКА \| 3:0 (1:0) \| Спартак (Москва) \| \| Вяч. Соловьёв 20', 51' Николаев 71' \| Голы \| \| | Стадион: Динамо, Москва Зрителей: 75 000 Судья: Латышев (Москва) |
| ЦДКА: Никаноров, Чистохвалов, Кочетков, Нырков, Башашкин, Водягин, Вяч. Соловьёв, Николаев, Федотов (к), Бобров, Дёмин Главный тренер: Борис Аркадьев Спартак: Леонтьев, Кулешов, Сеглин, Вас. Соколов (к), Тимаков, Рязанцев, Конов, Парамонов, Чучелов, Б. Соколов (Смыслов, 46), Сальников Главный тренер: Константин Квашнин С авторством второго гола ЦДКА есть неопределённость. В книге «Официальная история ФК «Спартак»» написано, что гол на 51 минуте забил армеец Вячеслав Соловьёв. Однако в летописи Акселя Вартаняна указано, что в середине первого тайма Соловьев с 20 метров носком пнул что было сил потяжелевший от влаги кожаный мяч и забил гол (1:0). В начале второго тайма Соловьев применил тот же прием, но вратарь Леонтьев успел среагировать. Но долей секунды ранее среагировал и Василий Соколов. Мяч, уткнувшись в его ногу, резко сменил курс, и во второй раз угодил в спартаковские сети. В книге «Энциклопедия ЦСКА», равно как и на сайте, составленном по этой энциклопедии, также пишется про автогол спартаковца Василия Соколова. |                                                                                                  |                                                                  |
| ЦДКА | 3:0 (1:0)                                                                                        | Спартак (Москва)                                                 |
| Вяч. Соловьёв 20', 51' Николаев 71' | Голы                                                                                             |                                                                  |